# 广南槭
广南槭（学名：Acer kwangnanense）为无患子科槭属的植物，为中国的特有植物。分布于中国大陆的云南等地，生长于海拔1,000米至1,500米的地区，常生于疏林中，目前已由人工引种栽培。